# Nationale Vergadering van Frankfurt

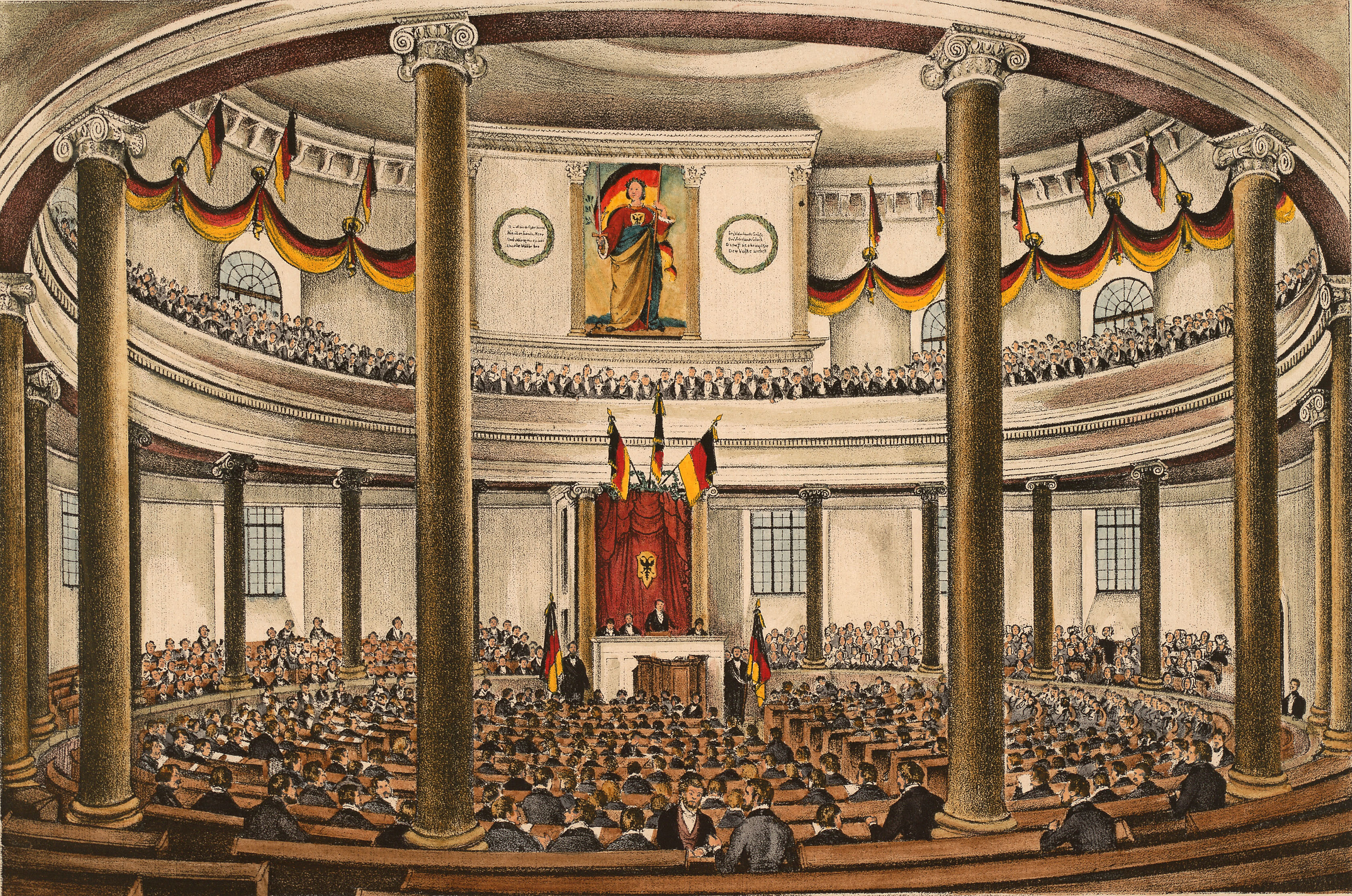
Het Frankfurter Parlement in de Paulskirche

De Nationale Vergadering van Frankfurt (soms ook Frankfurter Parlement, Duits: Deutsche Nationalversammlung, ook: Frankfurter Nationalversammlung, Paulskirchenparlament) was een Duits vrij gekozen en grondwetgevend parlement dat in 1848/1849 bijeenkwam in de Paulskirche te Frankfurt am Main. Zijn taak was de bewerkstelling van een grondwet voor een nieuwe Duitse federale staat. Verder diende de vergadering al als parlement van het revolutionaire Duitse Rijk.
De Nationale Vergadering werd in april/mei 1848 gekozen op basis van een federaal besluit van de Bondsdag van de Duitse Bond. Als rijksparlement nam ze rijkswetten aan, koos een Reichsverweser als voorlopig staatshoofd en nam op 28 maart 1849 een grondwet aan: de Grondwet voor het Duitse Rijk.
In mei 1849 oordeelden Pruisen en andere staten, tegen het federaal besluit in, dat hun burgers geen afgevaardigden meer mochten zijn. Ze sloegen de revolutie neer en herstelden (in 1851) de Duitse Bond. Ná mei 1849 ging de Nationale Vergadering in kleinere omvang in andere plaatsen door (Rumpfparlament) totdat de laatste revolutionairen werden verslagen in Rastatt (juli 1849).

## Voorbereiding
Reeds op 5 maart 1848, toen de Maartrevolutie zich in Duitsland aandiende (zie ook: revolutiejaar 1848) kwamen in de zogenaamde Heidelberger Vergadering leiders van alle oppositionele richtingen bijeen om zich over een toekomstige Duitse eenwording te beraden. Deze vergadering nodigde prominenten en leden van de verschillende Duitse landdagen uit om over een nationale volksvertegenwording te vergaderen.

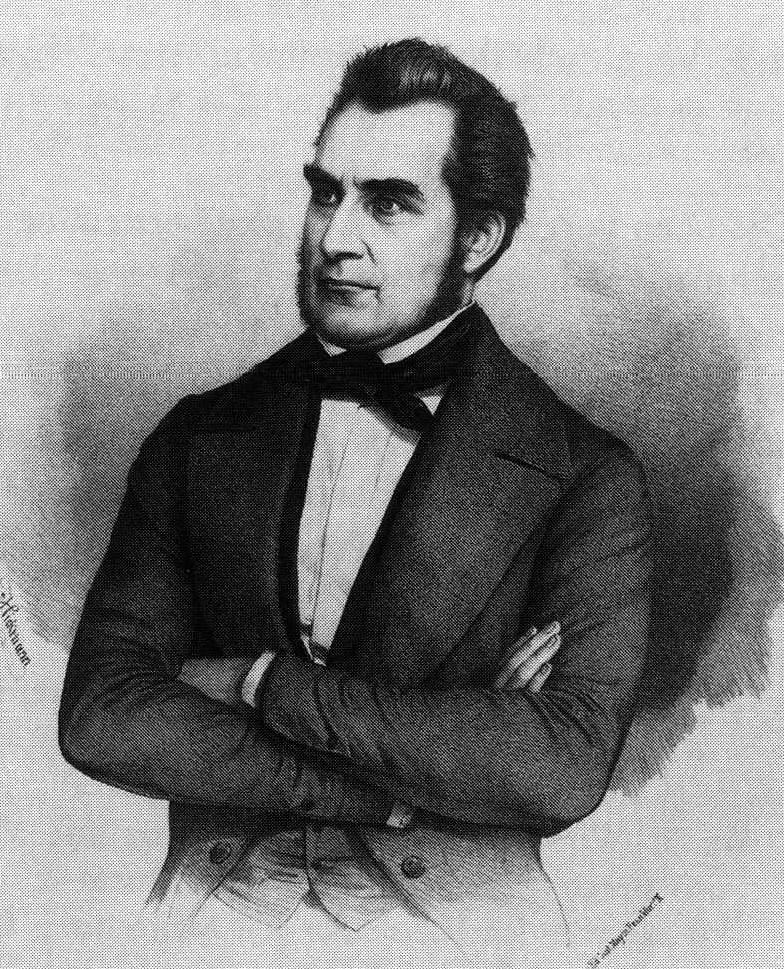
Heinrich von Gagern

Deze nieuwe vergadering werd bekend als Vorparlament, hoewel het geen parlement voorstelde. De uitgenodigden vergaderden van 31 maart tot 3 april 1848 onder leiding van Carl Mittermaier in de Paulskirche. Het Vorparlament was verdeeld in een liberale meerderheid en een democratische minderheid. Er werd besloten om de vragen over de toekomst van Duitsland aan de gekozen volksvertegenwoordiging over te laten. Op die manier kon de liberale leider Heinrich von Gagern de gematigde democraten onder Robert Blum gerust stellen en de eenheid van de oppositie waarborgen. Alleen een minderheid van de democraten, de radicalen met Hecker, besloot om over te gaan tot een revolutionare opstand.

## Samenstelling
De eerste zitting van de Nationale Vergadering vond plaats op 18 mei 1848 en werd bijgewoond door circa 330 afgevaardigden. Gagern - een van de bekendste Duitse liberalen - werd tot president gekozen. Het in totaal circa 800 leden tellende parlement was een vrij homogeen gezelschap. Het vertegenwoordigde met name de ontwikkelde burgerij. Driekwart van de afgevaardigden waren academici, vele waren lid van een Burschenschaft. Hogere ambtenaren vormden veruit de grootste beroepsgroep.
Hoewel het parlement aanvankelijk in hoog aanzien stond, had het zonder eigen leger en grondgebied geen reële macht. De door de afgevaardigden mettertijd gevormde talrijke politieke fracties, genoemd naar de cafés waar ze bijeenkwamen, droegen bij aan deze machteloosheid. Binnen het parlement waren drie hoofdrichtingen te onderscheiden:
- De democratische linksen: extreem en gematigd links (fractie Deutsche Hof en de latere afsplitsingen Donnersberg, Nürnberger Hof en Westendhall).
- Het liberale midden: het linkse en rechtse centrum (fracties Casino (rechts-liberaal), Württemberger Hof (links-liberaal) en de latere afsplitsingen Augsburger Hof, Landsberg en Pariser Hof).
- De conservatieven rechtsen: protestanten en conservatieven (Steinernes Haus/Café Milani).

## Politieke activiteit
Het Frankfurter Parlement hief in juni de Bondsdag van de Duitse Bond op en vormde een provisorische rijksregering onder de Reichsverweser (regent) aartshertog Johan. De zwakte van het parlement kwam echter duidelijk tot uiting in de Sleeswijk-Holsteinse kwestie. Het koos in dit conflict partij tegen Denemarken, maar stond machteloos toen Pruisen met dit land eigenmachtig tot een vergelijk kwam. Dit leidde te Frankfurt in september tot een republikeinse opstand waarbij de Casino-afgevaardigden Felix Lichnowsky en Hans von Auerswald werden vermoord. Het parlement zag zich genoodzaakt Pruisische en Oostenrijkse troepen te hulp te roepen om de opstand te onderdrukken.

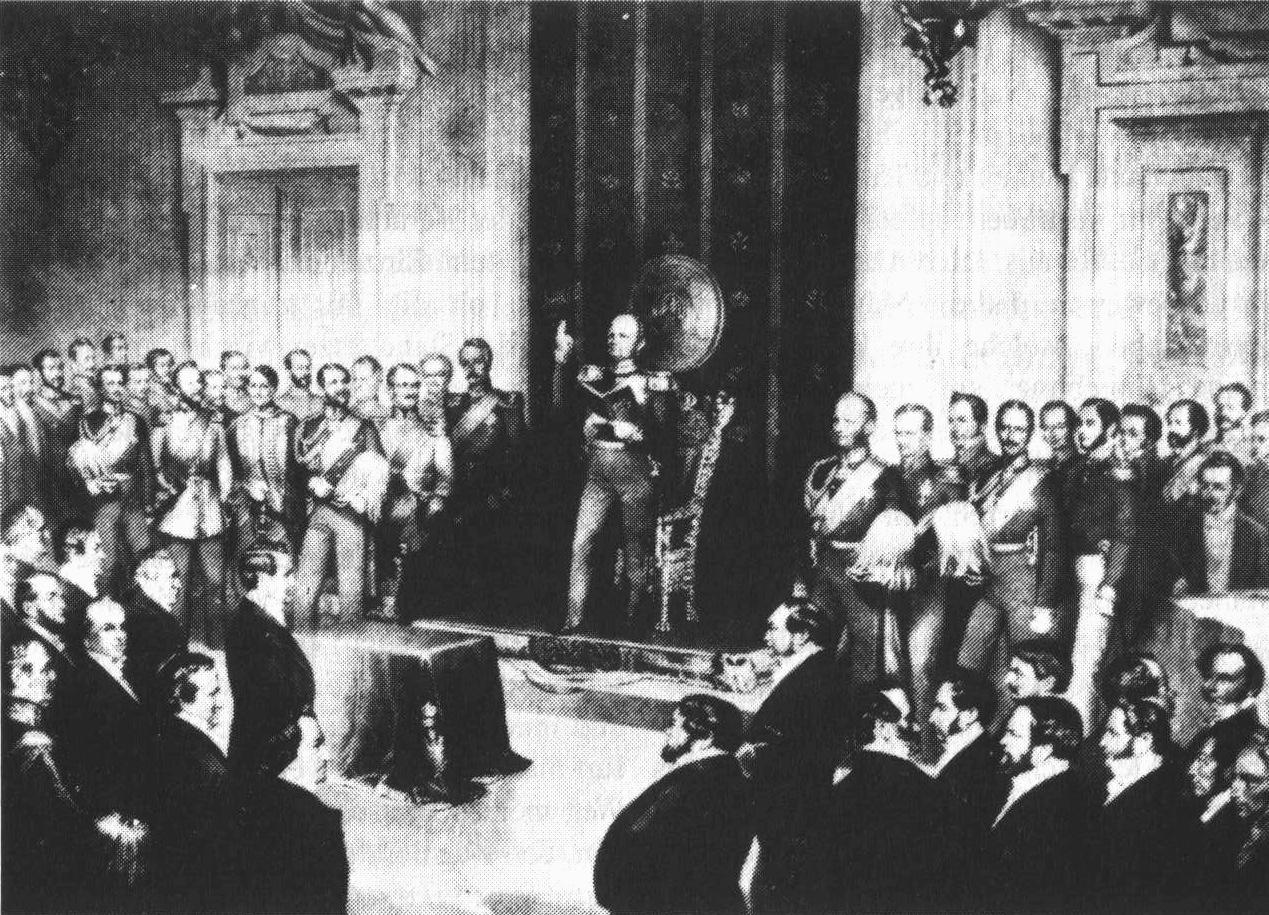
Een afvaardiging van het Frankfurter Parlement biedt Frederik Willem IV op 3 april 1849 het keizerschap aan

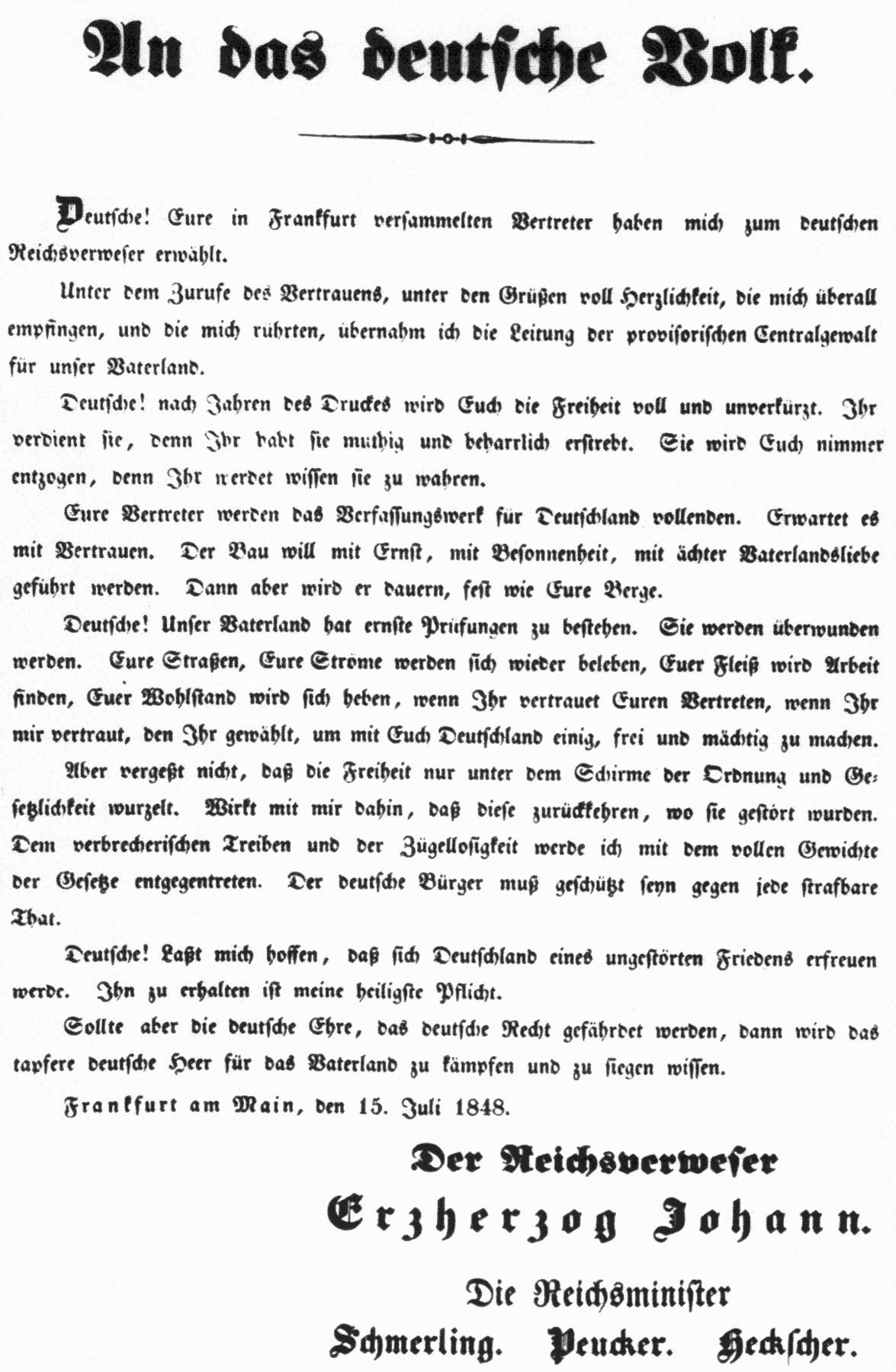
Proclamatie van aartshertog Johan als regent

Hierna concentreerde het Frankfurter Parlement zich op het ontwerpen van een grondwet. In december nam het de eerste grondrechten van het Duitse volk aan. Zeer problematisch was echter de vraag welk grondgebied het nieuwe Duitsland zou moeten beslaan. De Duitse vereniging kende twee reële mogelijkheden: de klein-Duitse richting (een Duitsland onder leiding van Pruisen zonder de veelvolkenstaat Oostenrijk) en de groot-Duitse richting (een Duitsland onder Oostenrijkse leiding dat de gehele Habsburgse monarchie omvatte). Het parlement stemde op 27 oktober 1848 toe in een compromis waarbij slechts het Duitse deel van de Oostenrijkse monarchie in Duitsland zou worden opgenomen. Omdat deze oplossing voor Oostenrijk echter onaanvaardbaar was, werd uiteindelijk een plan van Gagern aanvaard: een klein-Duitse eenheid nauw verbonden met Oostenrijk.
Op 28 maart 1849 nam het parlement de grondwet, de Frankfurter Reichsverfassung, aan. Deze voorzag in een federaal Duitsland onder een erfelijk keizerschap met ministeriële verantwoordelijkheid ten opzichte van het rijksparlement. Deze Rijksdag bestond uit een door de regeringen gekozen Staatenhaus en een door het volk met algemeen kiesrecht gekozen Volkshaus. De Pruisische koning Frederik Willem IV werd op dezelfde dag met 290 tegen 248 onthoudingen tot keizer gekozen. Hij weigerde de kroon echter, die hij niet uit handen van een volksvertegenwoordiging wenste te ontvangen.
Het liberale streven naar een Duitse eenheidsstaat van onderaf was hiermee mislukt. De meeste afgevaardigden werden teruggeroepen. Overgebleven afgevaardigden verplaatsten de vergadering in juni naar Stuttgart en vormden daar het rompparlement. Dit deed nog een revolutionaire oproep aan het volk teneinde de grondwet door een opstand in werking te doen treden. Het werd op 18 juni echter door Württembergse troepen uiteengejaagd.
De Duitse Bond werd in 1851 in zijn oude toestand hersteld. In 1867 werd de Noord-Duitse Bond opgericht door een samenwerking van de Noord- en Middel-Duitse regeringen en een gekozen volksvertegenwoordiging, de Konstituierender Reichstag. Deze federale staat werd in 1871 hernoemd tot 'Duitse Rijk'.

## Leiders
| Presidenten van het Parlement              |                  |                      |                                 |
| van                                        | tot              | naam                 | opmerking                       |
| 18 mei 1848                                | 19 mei 1848      | Friedrich Lang       | erepresident                    |
| 19 mei 1848                                | 16 december 1848 | Heinrich von Gagern  |                                 |
| 18 december 1848                           | 11 mei 1849      | Eduard Simson        |                                 |
| 12 mei 1849                                | 30 mei 1849      | Theodor Reh          |                                 |
| 6 juni 1849                                | 18 juni 1849     | Wilhelm Loewe        | president van het rompparlement |
|                                            |                  |                      |                                 |
| Reichsverweser (regent)                    |                  |                      |                                 |
| 24 juni 1848                               | 28 december 1849 | Johan van Oostenrijk |                                 |
|                                            |                  |                      |                                 |
| Ministers-presidenten van de Rijksregering |                  |                      |                                 |
| 5 augustus 1848                            | 5 september 1848 | Karl zu Leiningen    |                                 |
| 24 september 1848                          | 15 december 1848 | Anton von Schmerling |                                 |
| 17 december 1848                           | 10 mei 1849      | Heinrich von Gagern  |                                 |